# سدریانو
سدریانو (به ایتالیایی: Sedriano) یک کومونه در ایتالیا است که در استان میلان واقع شده‌است.

## خصوصیات
سدریانو ۷٫۹ کیلومترمربع مساحت و ۱۱٬۲۷۷ نفر جمعیت دارد و ۱۴۵ متر بالاتر از سطح دریا واقع شده‌است.